# Fozzy
Fozzy — американская хэви-метал-группа.

## История

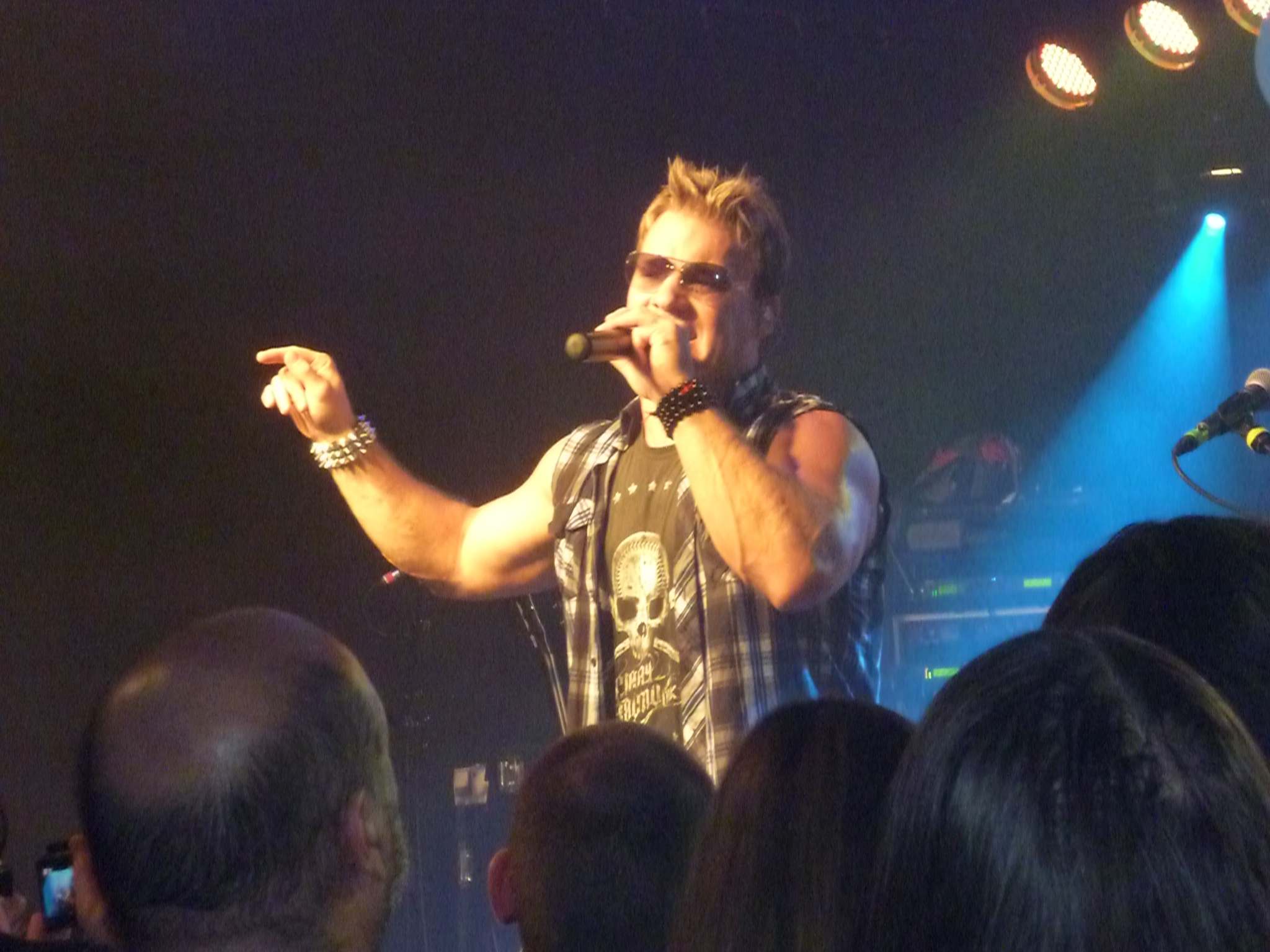
Крис Джерико, Kleinen Klub, 2011 год

В 1999 году рестлер Крис Джерико и гитарист группы Stuck Mojo Рич Уорд создали кавер-группу Fozzy Osbourne. Вскоре название сократилось до Fozzy, а в 2000 году на лейбле Megaforce Records вышел одноименный дебютный альбом. В 2002 году группа выпускает на нём альбом Happenstance. В 2005 году на лейбле Ash вышел альбом All That Remains с такими приглашенными музыкантами, как Майлз Кеннеди, Закк Уайлд, Марк Тремонти, Мартин Фридман. В 2010 году на лейбле Riot Entertainment вышел альбом Chasing the Grail. Следующие 2 альбома — Sin and Bones (2012) и Do You Wanna Start a War (2014), вышли на лейбле Century Media Records.
В 2017 году вышел седьмой альбом — Judas.
В 2019 году Fozzy подписала договор с Sony Music.

## Состав

### Нынешний состав
- Крис Джерико — вокал (с 1999)
- Рич Уорд — гитара, бэк-вокал (с 1999)
- Фрэнк Фонтсер — ударные (1999–2005, с 2009)
- Билли Грей — гитара, бэк-вокал (с 2010)
- Пи Джей Фарли — бас, бэк-вокал (с 2020)

### Бывшие участники
- Рэнди Дрейк — бас, бэк-вокал (2015–2017, 2018-2020)
- Пол Ди Лео — бас, бэк-вокал (2011–2014, 2016–2018)
- Джефф Роус — бас, бэк-вокал (2014–2015)
- Майк Мартин — гитара (2004–2010)
- Шон Делсон — бас (2003–2011)
- Эрик Сандерс — ударные (2005–2009)
- Кейт Уотсон — бас (2001–2003)
- Райан Мэллам — гитара (1999–2004)
- Дэн Драйден — бас, бэк-вокал (1999–2001)

### Сессионные участники
- Майк Шнайдер — гитара (2001)
- Энди Снип — гитара, бэк-вокал (2002–2004)
- Саймон Фармери — бас (2011)

## Дискография
1. Fozzy (2000, Megaforce Records)
2. Happenstance (2002, Megaforce Records)
3. All That Remains (2005, Ash)
4. Chasing the Grail (2010, Riot Entertainment)
5. Sin and Bones (2012, Century Media Records)
6. Do You Wanna Start a War (2014, Century Media Records)
7. Judas (2017, Century Media Records)
8. Boombox (2022, Mascot Records)